# Phaea noguerai
Phaea noguerai là một loài bọ cánh cứng trong họ Cerambycidae.